# Wojciech Krzysztof Wierzbowski
Wojciech Krzysztof Wierzbowski herbu Jastrzębiec (zm. w 1646/1647 roku) – kasztelan inowłodzki w latach 1639–1646, deputat województwa łęczyckiego na Trybunał Główny Koronny w 1646/1647 roku.
Był elektorem Władysława IV Wazy.